# Liste der Monuments historiques in Guîtres
Die Liste der Monuments historiques in Guîtres führt die Monuments historiques in der französischen Gemeinde Guîtres auf.

## Liste der Bauwerke
| Bezeichnung       | Beschreibung                      | Standort | Kennzeichnung | Schutzstatus | Datum | Bild           |
| ----------------- | --------------------------------- | -------- | ------------- | ------------ | ----- | -------------- |
| Kirche Notre-Dame | siehe Abtei Notre-Dame de Guîtres | (Lage)   | PA00083568    | Classé       | 1901  | weitere Bilder |
| Brunnen Henri IV  | Erbaut im 16./17. Jahrhundert     | (Lage)   | PA00083569    | Inscrit      | 1956  | weitere Bilder |

## Liste der Objekte
- Monuments historiques (Objekte) in Guîtres in der Base Palissy des französischen Kultusministeriums